# Morti nel 1226
| Questa pagina contiene informazioni ricavate automaticamente dalle voci biografiche con l'ausilio del template Bio e di un bot. L'aggiornamento è periodico e automatico e ricostruisce completamente la pagina. Se manca una persona in questa lista, sei pregato di non aggiungerla, ma accertati piuttosto che la sua voce biografica contenga il template Bio e che i dati anagrafici siano correttamente compilati. Se il template Bio manca, inseriscilo tu stesso o, in alternativa, metti l'avviso {{tmp\|Bio}} che ne segnala la mancanza. Se i dati riportati sono sbagliati, correggi direttamente la voce biografica; le modifiche saranno visibili in questa lista entro pochi giorni. Per chiarimenti vedi il progetto biografie. La lista contiene solo le 24 persone che sono citate nell'enciclopedia e per le quali è stato implementato correttamente il template Bio. Pagina aggiornata al 2 mag 2025. |

- 22 febbraio - Eleonora d'Aragona, principessa (n. 1182)
- 7 marzo - Guglielmo Longespée, militare britannico
- 10 maggio - Beatrice I d'Este, monaca cristiana italiana
- 5 giugno - Enrico Borwin II di Meclemburgo, principe tedesco
- 2 luglio - Valerano III di Limburgo, conte
- 10 luglio - Al-Zahir, califfo (n. 1175)
- 16 settembre - Pandolfo Verraccio, diplomatico e vescovo cattolico italiano
- 17 settembre - Guglielmo VI del Monferrato, marchese italiano (n. 1173)
- 3 ottobre - Francesco d'Assisi, religioso, mistico e poeta italiano
- 21 ottobre - Guglielmo della Torre, vescovo cattolico italiano
- 8 novembre - Luigi VIII di Francia, re francese (n. 1187)
- 15 novembre - Federico II di Altena, nobile tedesco (n. 1193)
- Ada d'Olanda, nobile (n. 1188)
- Anna di Zähringen, nobile tedesca (n. 1162)
- Joseph ben Judah ben Shimeon, medico e poeta marocchino (n. 1160)
- Falkes de Breaute, condottiero e cavaliere medievale britannico
- Filippo d'Antiochia, re
- Filippo II di Namur, nobile francese (n. 1194)
- Giacomo di Carisio, vescovo cattolico italiano
- Guglielmo il Bretone, scrittore e religioso francese
- Matteo di Costantinopoli, patriarca cattolico italiano
- Sigurd Ribbung, nobile norvegese
- Agostino Tolosano, storico e religioso italiano (n. 1188)
- Bernart Arnaut d'Armagnac, trovatore francese